# Theatersammlung Bloch

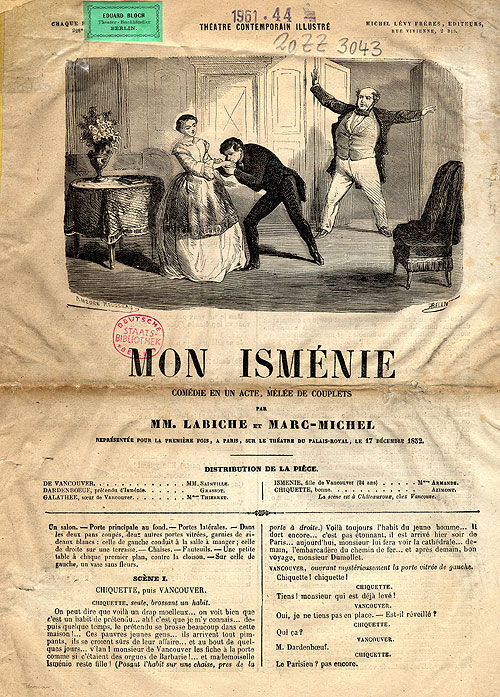
Theaterzettel aus der Sammlung Bloch

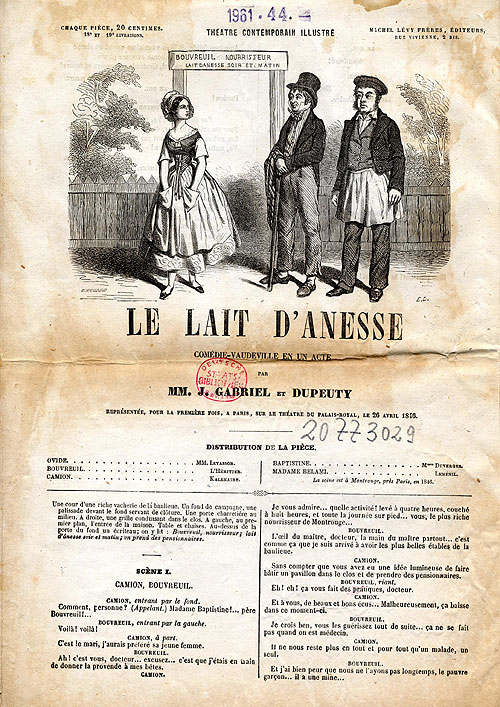
Theaterzettel aus der Sammlung Bloch

Die Theatersammlung Bloch ist eine Privatsammlung von Bühnenmanuskripten und -drucken, überwiegend aus dem 19. Jahrhundert. Sie gehört zum Bestand der Staatsbibliothek zu Berlin.

## Historische Entwicklung
Der jüdische Buchhändler Eduard Bloch (1831–1895) übernahm am 1. Juli 1857 die Lassar’sche Buchhandlung in Berlin. Zuvor hatte er dort als Gehilfe gearbeitet. Wenige Wochen später gründete er den Verlag für Theaterliteratur „Leopold Lassar’s Buchhandlung“. Das Verlagsprogramm umfasste im Wesentlichen kleine Dramen und Musikstücke, dazu Literatur zur Tanzkunst und Choreographien.  Nebenher begann der Verleger damit, eine umfangreiche private Sammlung von Bühnenmanuskripten und -drucken anzulegen, die heutige „Theatersammlung Bloch“. Darüber hinaus schrieb er selbst Schwänke und Possen und lieferte Bearbeitungen französischer und italienischer Stücke für deutsche Bühnen. Sein Sohn Ludwig (1859–1939) führte den Verlag seit 1887. Er setzte den Aufbau der Sammlung fort und bestimmte, dass kein Stück daraus veräußert werden dürfe. Auch Ludwig Bloch schrieb anspruchslose Bühnenstücke, mit Titeln wie „Am Stammtisch“ und „Am Wickeltisch“. Der Verlag bekam 1887 den Namen „Eduard Bloch“, hieß später „Felix Bloch Erben“ und wurde 1941 auf Anordnung der Reichsschrifttumskammer umgewandelt in „Die Drehbühne Wilhelm Wreede OHG, Verlag und Vertrieb für Bühne, Film und Funk, Berlin“.

## Die Sammlung
Die Sammlung umfasste zunächst die zahlreichen Ergebnisse der eigenen Verlagsarbeit, aber auch Bühnenmanuskripte aus anderen deutschen und ausländischen Quellen. Neben wenigen ernsthaften Texten enthält sie vor allem leichte, meist deutschsprachige Theaterliteratur – Possen mit oder ohne Gesang, Schwänke, Operetten, Märchen und Kriminalgrotesken. Die schmalen Texthefte waren zur Zeit ihrer Entstehung für Bibliotheken uninteressant und haben daher nur in geringer Anzahl überdauert. Stark vertreten ist die französische Vaudeville-Literatur, allein aus dem Werk von Eugène Scribes finden sich über 200 Titel. Dazu kommen Übersetzungen aus dem Spanischen und dem Englischen sowie italienische, spanische und skandinavische Originalmanuskripte.
1940 ging die Sammlung für insgesamt 5500 Reichsmark an die Preußische Staatsbibliothek über. Ihr Umfang wurde damals auf 20 000 Theaterstücke und 300 Partituren geschätzt. Anders als andere, im Krieg ausgelagerte Sammlungen, überstand sie den Zweiten Weltkrieg. Die 300 Partituren gingen an die Musikabteilung der Bibliothek, Dubletten wurden dem Bereich Theaterwissenschaft der Humboldt-Universität überlassen. Nach umfangreicher interner Bearbeitung – unter der Grundsignatur 20 ZZ wurden insgesamt 10154 Signaturen vergeben – ist die Sammlung jetzt im Online-Katalog StaBiKat nachgewiesen und auch elektronisch bestellbar.

## Weblink
- Theatersammlung Bloch, Staatsbibliothek zu Berlin - PK (Memento vom 4. März 2016 im Internet Archive).